# Achyropsis graminea
Achyropsis graminea är en amarantväxtart som beskrevs av Karl Suessenguth och Overkott. Achyropsis graminea ingår i släktet Achyropsis och familjen amarantväxter. Inga underarter finns listade i Catalogue of Life.